# Bolesław Szawłowski
Bolesław Szawłowski (ur. 18 stycznia 1900 w Hajsynie, zm. 12 lipca 1943 w Porycku) – polski duchowny katolicki, ostatni proboszcz parafii rzymskokatolickiej pw. św. Trójcy i św. Michała Archanioła w Porycku, zamordowany w kościele przez oddział Ukraińskiej Powstańczej Armii w czasie tzw. krwawej niedzieli.

## Życiorys
Urodził się 18 stycznia 1900 r. w rodzinie Stanisława i Bronisławy ze Żmigrodzkich w Hajsynie, pow. hajsyński, gub. podolska (obecnie Obwód winnicki na Ukrainie). W 1918 r. ukończył ósmą klasę gimnazjum klasycznego w Hajsynie i wstąpił do seminarium duchownego w Żytomierzu. 10 kwietnia 1921 r. w katedrze gnieźnieńskiej z rąk ordynariusza łucko-żytomierski otrzymał święcenia subdiakonatu. Po przeniesieniu seminarium duchownego do Łucka aż do wybuchu wojny pracował na stanowisku notariusza w Kurii Diecezjalnej w Łucku. 4 lutego 1923 r. w kaplicy seminaryjnej otrzymał święcenia kapłańskie z rąk bp. Ignacego Dub-Dubowskiego.
W latach 1923–1927 studiował na Wydziale Teologii Katolickiej Uniwersytetu Warszawskiego. 27 czerwca 1927 r. obronił dyplom magistra teologii w zakresie teologii moralnej. W czasie studiów pełnił funkcję wikariusza we Włodzimierzu Wołyńskim. Od jesieni 1939 r. pełni obowiązki proboszcza parafii Poryck (dek. Horochów).

## Okoliczności śmierci
Ks. Bolesław Szawłowski odprawiał mszę świętą 11 lipca 1943 o godz. 11:00, gdy kościół został zaatakowany przez oddziały UPA. Proboszcz został wczesnym ranem ostrzeżony przez Wołodymyra Kułaja, Ukraińca z sąsiedniej wsi Pawłówka, o mającym nastąpić ataku i w związku z tym po mszy o godz. 9:00 przekazał ministrantom, by ostrzegli ludzi, że podczas sumy będzie napad Ukraińców. Wierni nie uwierzyli w ostrzeżenia i tłumnie (głównie kobiety i dzieci, mężczyźni zostali by pilnować zagród) zgromadzili się w kościele. Tuż przed rozpoczęciem mszy upowcy w niemieckich mundurach przyjechali furmankami i otoczyli kościół. Gdy msza się rozpoczęła nastąpił atak Ukraińców.
Okoliczności śmierci ks. Szawłowskiego nie są do końca pewne. Wiadomo, że został postrzelony w kościele, lecz zgon nastąpił najprawdopodobniej następnego dnia poza budynkiem świątyni.
O losach proboszcza z Porycka zaświadczają relacje świadków.
Relacja Jana Bławata z Gdańska:

Byłem świadkiem mordu dokonanego w dniu 11 lipca 1943 r. przez bandę „rezunów” UPA w kościele parafialnym w Porycku (...) Ja miałem wtedy nieco ponad 7 lat. Gdy dojechaliśmy do kościoła konie z wozem zostały przywiązane do drzewa (...). Sami weszliśmy do kościoła. (...) Kościół zapełniał się powoli, ksiądz proboszcz Bolesław Szawłowski rozpoczął celebrować mszę świętą. Wsłuchani w Introitus nie przeczuwaliśmy nawet, że kościół otoczyła już banda Ukraińców UPA. Nagle usłyszałem odgłos strzałów z ciężkiego karabinu maszynowego dolatujący od strony głównego wejścia do kościoła. (...) Ksiądz Bolesław Szawłowski, widząc tylu rannych i zabitych, przerwał mszę świętą, wszedł na ambonę i udzielił ostatniego rozgrzeszenia zabitym, rannym oraz żywym klęczącym przed Bogiem w obliczu śmierci. Wypowiadając jeszcze ostatnie błogosławieństwo dodał słowa: >>Bracia Polacy, giniemy za wiarę(...)<<

Relacja Stanisława Filipowicza z Zamościa:

Miałem wtedy 15 lat. W niedzielę 11 lipca 1943 r. poszedłem z rodziną do kościoła. Kościół był pełen ludzi zarówno z Porycka, jak i okolic. Nie służyłem do mszy, choć byłem ministrantem. Podczas nabożeństwa kościół został otoczony przez uzbrojone bandy ukraińskie. Rozpoczęła się strzelanina. Zgromadzonych w świątyni Polaków ogarnęło przerażenie. Niektórzy w panice próbowali uciec ze świątyni. Kule dosięgły ich na zewnątrz. Po jakimś czasie bandyci weszli do kościoła. Widziałem, jak upadł ks. Szawłowski. Widziałem, jak oprawcy stanęli przy ołtarzu i zaczęli strzelać do ludzi.

Z relacja naocznego świadka Juli Gruszczyńskiej wynika, że pomimo odniesionej rany ksiądz modlił się i udzielał wiernym rozgrzeszenia. Dopiero, gdy po raz drugi został postrzelony, padł na posadzkę. Jednak nie zginął na miejscu w kościele, lecz przeżył i w nocy został odniesiony do plebanii miejscowego popa:

„Siedziałam w ławce, niedaleko ołtarza, czekając na rozpoczęcie mszy św. (...). W kościele zrobił się szum, zamieszanie, ludzie chcieli wychodzić z kościoła. (...) W tym momencie rozległ się strzał i do kościoła weszła chwiejnym krokiem postrzelona kobieta. Wówczas nie wyszliśmy z kościoła, ale udaliśmy się na chór, a stamtąd z organistą Aleksandrem Zegarskim schowaliśmy się w wieży kościelnej, która była w tym czasie w remoncie. I tak, leżąc na deskach wśród rupieci i rusztowania, widziałam: wyszedł ksiądz Szawłowski z zakrystii i stanął przed ołtarzem. Przemówił do ludzi, prosząc o spokój, stwierdzając, że smutny los nas spotkał, i zaczął się modlić. W tym momencie z zakrystii wszedł do kościoła jeden Ukrainiec i strzelił do księdza i kościelnego. (...) Gdy ja wraz z innymi wyszliśmy z lochu [podziemi, dokąd zeszła z wieży], odezwał się ksiądz, że jest ranny cztery razy. W tym momencie przyszedł do kościoła pop z Żydami [których ukrywał], którzy zanieśli księdza na plebanię. Żydzi wypowiedzieli głośną uwagę: „Najpierw my, a teraz wy” [była to aluzja do udziału Ukraińców obok Niemców w wymordowaniu wołyńskich Żydów]. Ksiądz na plebanii leżał 2 – 3 dni. Pilnowała i usługiwała mu pani Chomiczewska. Na noc chowała się do podziemi. Drugiego dnia po tym mordzie rano kobieta usłyszała strzały. Gdy przyszła do plebanii, ksiądz już nie żył, dobili go Ukraińcy. Zobaczywszy tę scenę, dopiero wówczas uciekła....

Ze śmiercią ks. Szawłowskiego wiąże się też tragiczny los ks. Stanisława Grzesiaka, proboszcza parafii Skurcze w dekanacie Łuck, który znalazłszy się 16.01.1944 w Porycku w czasie ewakuacji ludności polskiej, poszedł do zrujnowanego kościoła, aby pomodlić się za zamordowanego w 1943 proboszcza. Za ten gest został zastrzelony na miejscu przez Ukraińców

## Upamiętnienia
Osoba ks. Szawłowskiego została upamiętniona w 2006 r. na tablicy pamiątkowej „Księża wołyńscy zamordowani przez OUN-UPA w latach 1939–1944” wmurowanej w ścianę Kaplicy Wołyńskiej w Sanktuarium Matki Bożej Bolesnej Królowej Polski w Kałkowie-Godowie, oraz w 2014 r. na pomniku „Pamięci księży z kresów wschodnich RP pomordowanych przez OUN-UPA w latach 1939–1947” wystawionym przed kościołem pw. Wniebowzięcia Najświętszej Marii Panny w Czerwonej Wodzie
Inną formę upamiętnienia stanowią krążące po Polsce wystawy „Niedokończone Msze wołyńskie” oraz rokrocznie odprawiana 11 lipca w łuckiej katedrze z inicjatywy ordynariusza diecezji łuckiej bp Marcjana Trofimiaka niedokończona Msza św.